# Tatjana Sazonowa
Tatjana Pantieliejmonowna Sazonowa (ros. Татьяна Пантелеймоновна Cазонова; ur. 29 grudnia 1926 r. w Moskwie, zm. 11 listopada 2011 tamże) – radziecka montażystka, animatorka oraz scenograf i ilustrator.

## Życiorys
Córka reżysera filmów animowanych Pantielejmona Sazonowa. Żona Jurija Prytkowa – animatora i reżysera radzieckich kreskówek.
W 1951 roku ukończyła Wszechzwiązkowy Państwowy Instytut Kinematografii (WGIK). Pracowała w tworzeniu tradycyjnej rysunkowej animacji w filmach w reżyserii Leonida Amalrika (w parze z Nadieżdą Priwałową) i Jurija Prytkowa. Ilustratorka książek dla dzieci.
W latach 1969–1973 była montażystką do serialu animowanego Wilk i Zając (odcinki 1-7).

## Wybrana filmografia

### Montaż
- 1967: Prorocy i lekcje[3]
- 1969–1973: Wilk i Zając (odcinki 1-7)
- 1971: Bez tego obejść się nie można

### Scenografia
- 1960: O wozie, co każde koło miał inne
- 1962: Dwie bajki
- 1964: Calineczka
- 1966: O hipopotamie, który bał się szczepień
- 1969: Ja chcę słonia
- 1974: Jak zając Szaraczek zaprzyjaźnił się ze źródełkiem
- 1975: Żyli sobie Och i Ach
- 1976: Bajka o leniuszku
- 1977: Och i Ach wędrują w świat
- 1977: Zgubiony pieniążek
- 1981: Zając fachowiec
- 1982: Jak przyjaciel, to przyjaciel
- 1982: Leśny kwartet